# Diarsia
Diarsia là một chi bướm đêm thuộc họ Noctuidae.

## Loài
- Diarsia albipennis (Butler)
- Diarsia banksi Holloway, 1976
- Diarsia barlowi Holloway, 1976
- Diarsia borneochracea Holloway, 1989
- Diarsia brunnea – Purple Clay ([Schiffermüller], 1775)
- Diarsia calgary (Smith, 1898)
- Diarsia dahlii – Barred Chestnut (Hübner, [1813])
- Diarsia dimorpha (Wileman & West, 1928)
- Diarsia dislocata (Smith, 1904)
- Diarsia esurialis (Grote, 1881)
- Diarsia flavostigma Holloway, 1976
- Diarsia florida – Fen Spot vuông (Schmidt, 1859)
- Diarsia gaudens (Hampson, 1905)
- Diarsia guadarramensis (Boursin, 1931)
- Diarsia inconsequens (Rothschild)
- Diarsia intermixta (Guenée, 1852)
- Diarsia jucunda (Walker, [1857])
- Diarsia kebeae (Bethune-Baker)
- Diarsia magnisigna (Prout)
- Diarsia melanomma (Prout)
- Diarsia mendica – Ingrailed Clay (Fabricius, 1775)
- Diarsia nigrosigna (Moore, 1881)
- Diarsia ochracea (Walker, 1865)
- Diarsia olivacea (Prout)
- Diarsia owgarra (Bethune-Baker)
- Diarsia pallidimargo (Prout)
- Diarsia pallidisigna (Prout)
- Diarsia pediciliata (Prout)
- Diarsia rosaria (Grote, 1878)
- Diarsia rubi – Small Square-Spot (Vieweg, 1790)
- Diarsia rubifera (Grote, 1875)
- Diarsia serrata Holloway, 1976
- Diarsia stictica (Poujade, 1887)
- Diarsia stigmatias (Prout)

## Hình ảnh

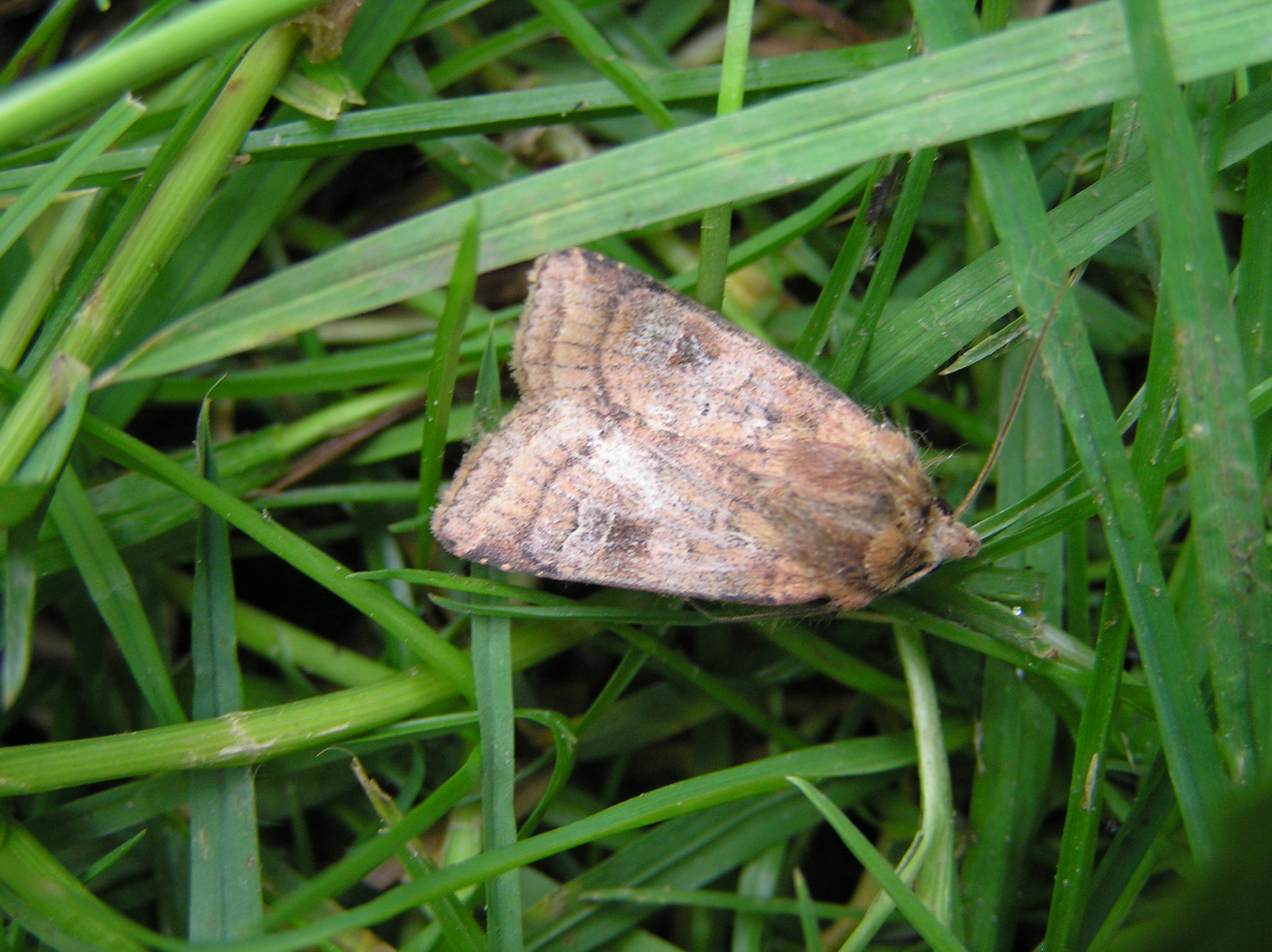
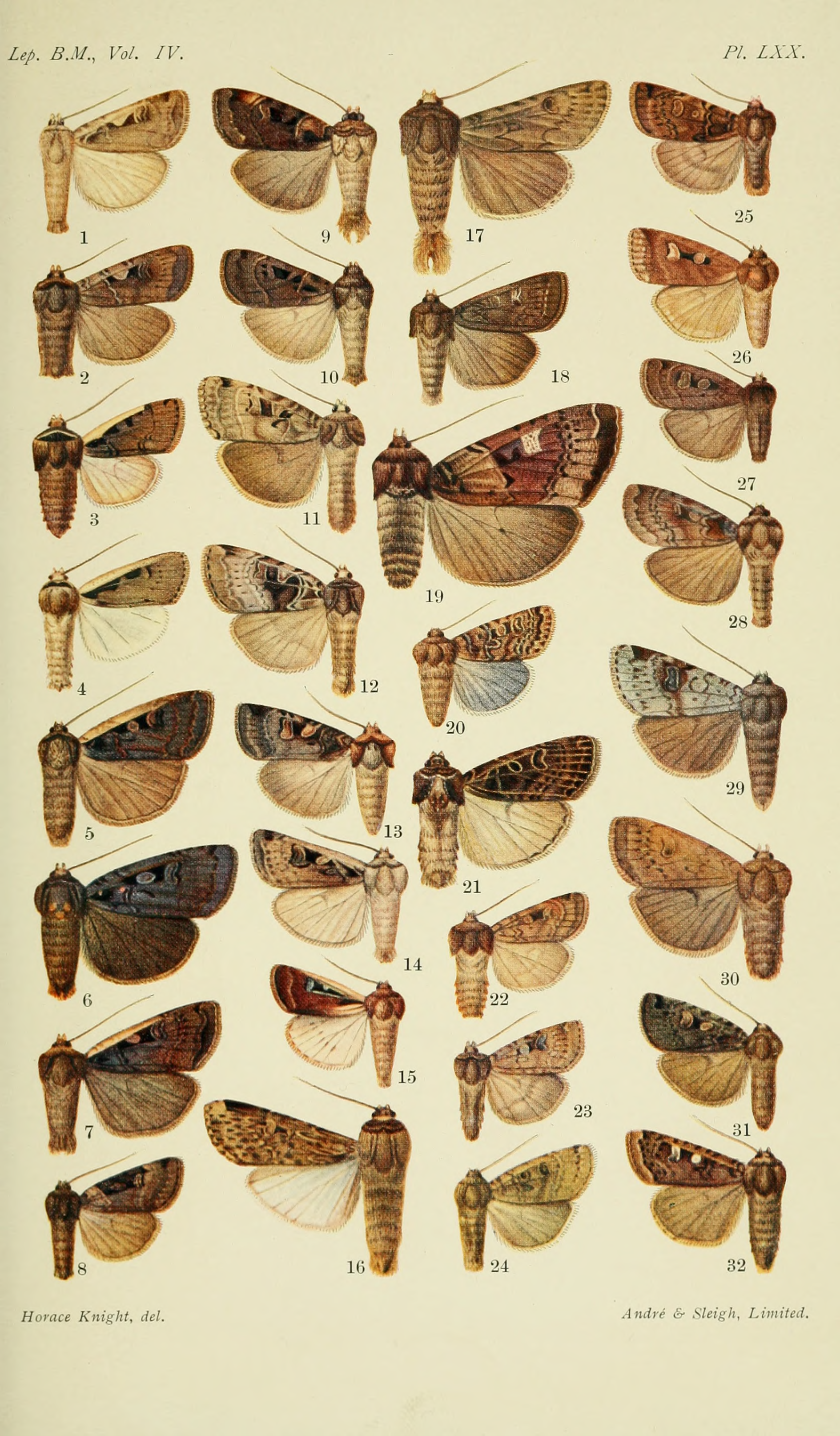
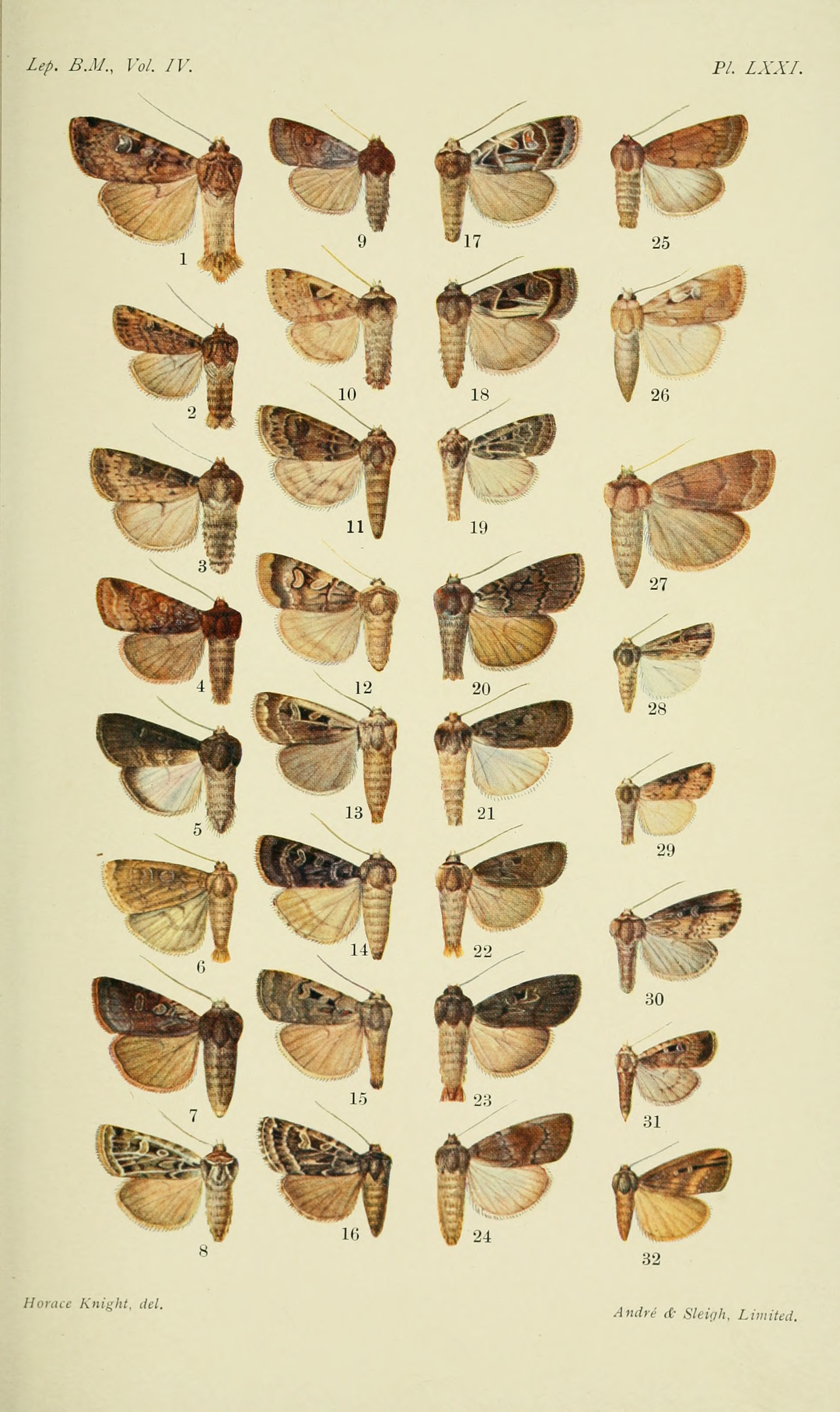
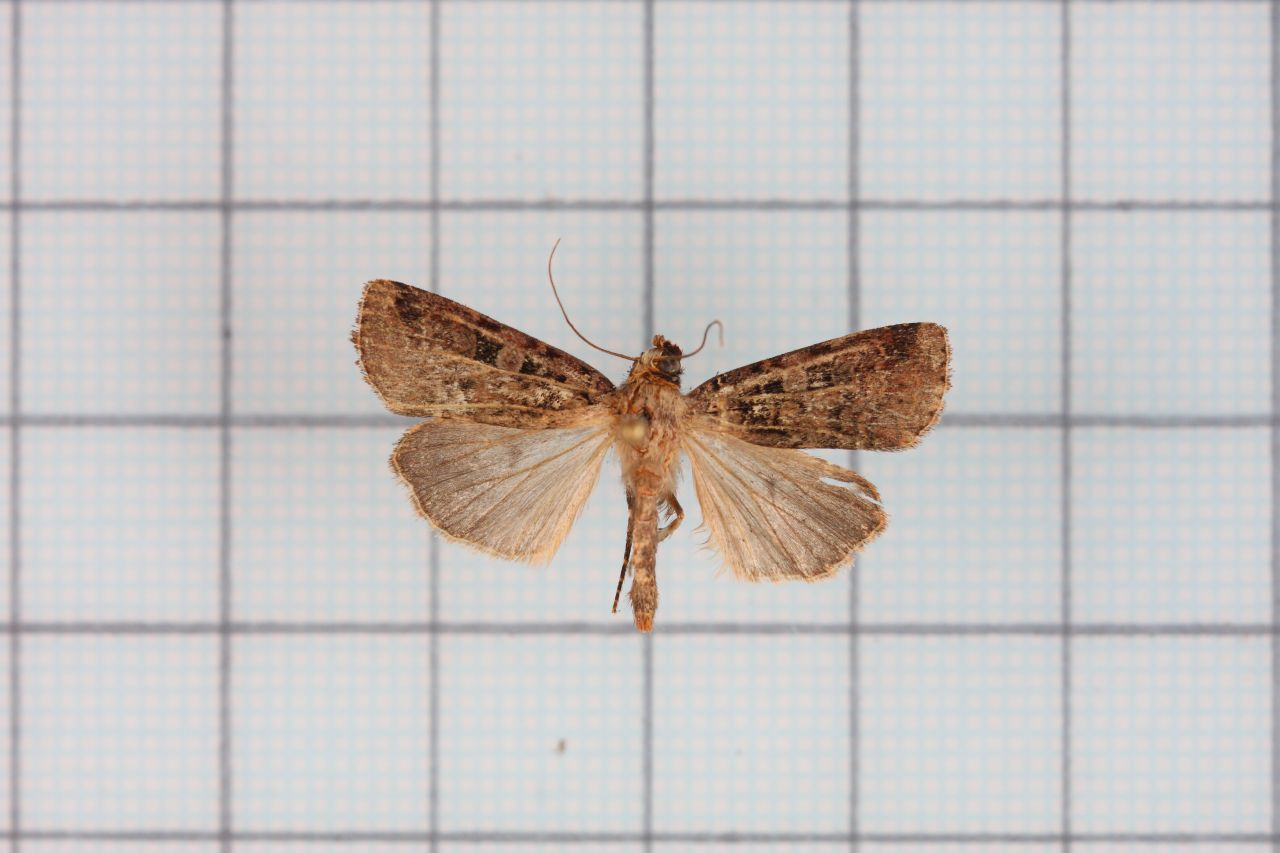